# Dobromir Zhechev
Dobromir Zhechev (Sófia, 12 de novembro de 1942) é um ex-futebolista profissional e treinador búlgaro, que atuava como defensor.

## Carreira
Dobromir Zhechev fez parte do elenco da Seleção Búlgara na Copa do Mundo de 1962, 1966, 1970 e 1974. 

## Títulos
Spartak Sofia
- Copa da Búlgaria (1): 1967–68

Levski Sofia
- Campeonato Búlgaro (2): 1969–70, 1973–74
- Copa da Búlgaria (2): 1969–70, 1970–71